# 劉浩琳
劉浩琳（韓語：유호린，1984年8月8日—），韓國女演員。本名劉珠熙（유주희），2011年起開始使用藝名劉浩琳進行演藝活動。2013年10月19日，與任職於建設公司的男友結婚。

## 演出作品

### 電視劇
- 2006年：KBS《Drama City－Trunk》
- 2007年：SBS《藍魚》
- 2008年：KBS《Jungle Fish》
- 2009年：SBS《爸爸的家》
- 2009年：KBS《千秋太后》
- 2009年：SBS《該隱與亞伯》飾演 南永泰
- 2009年：MBC《享受人生》
- 2010年：SBS《Giant》飾演 池妍秀
- 2011年：JTBC《仁粹大妃》飾演 楚宣
- 2012年：湖南衛視《童話二分之一》飾演 小娟（客串）
- 2012年：MBC《吳子龍走吧》飾演 金瑪麗
- 2014年：MBC《說出你的願望》飾演 宋怡賢
- 2015年：MBC《明天也勝利》飾演 徐在景

### 電影
- 2006年：《恐怖室友》
- 2006年：《多細胞少女》
- 2006年：《突然有一天之D-Day》
- 2006年：《突然有一天之第四層》
- 2008年：《單車上路》
- 2009年：《無水之海》

### MV
- 2006年：Leo《你忘記的那一天》（與南宮民）
- 2010年：Big Mama《瘋狂的等待》

## 外部連結
- NAVER （页面存档备份，存于）